# Тимофеев, Тимур Тимофеевич
Тиму́р Тимофе́евич Тимофе́ев (англ. Tim Rayan; 30 ноября 1928, Иваново — 20 ноября 2013, Москва) — советский и российский экономист, историк, политолог. Доктор исторических наук (1965), член-корреспондент АН СССР с 1 июля 1966 года по Отделению экономики.

## Биография
Сын Генерального секретаря Компартии США Юджина Денниса, выехавшего в СССР от преследований.
Провёл детство (с 1933 по 1945 год) в «Ивановском интердоме» — Международной школе-интернате имени Е. Д. Стасовой, которая была создана в г. Иваново по решению советского правительства для детей зарубежных активистов коммунистического движения, пребывание которых в родной стране могло быть для них опасным.
Окончил исторический факультет МГУ (1950) и аспирантуру там же. Работал в Институте мировой экономики и международных отношений АН СССР (1956—1966). В 1965 году защитил докторскую диссертацию «Идеологическая и политическая борьба Коммунистической партии США после второй мировой войны (1945—1960 гг.)». С 1966 по 2002 год являлся основателем и бессменным директором Института международного рабочего движения АН СССР (после 1991 — Институт сравнительной политологии РАН). Профессор исторического факультета МГУ (1975—1983). Станислав Михайлович Меньшиков говорил о нём: «В Компартии США считался своим человеком, а в нашем руководстве был признан в качестве канала неформальной связи с заокеанскими коммунистами». В последние годы жизни работал в Институте Европы РАН.
Награждён орденами Ленина, Октябрьской Революции, Трудового Красного Знамени. Лауреат Государственной премии СССР.
Похоронен в Москве на Донском кладбище.

## Основные работы
- Негры США в борьбе за свободу. — М., 1957.
- Пролетариат против монополий: очерки по проблемам классовой борьбы и общедемократических движений в США. — М., 1967;
- Великая Октябрьская социалистическая революция и международное рабочее движение. — М., 1967;
- Всемирно-историческая миссия рабочего класса. — М., 1968;
- Международное рабочее движение и вопросы антиимпериалистической борьбы. — М., 1968;
- Философия исторического оптимизма. К критике антипролетарских доктрин. — М., 1975;
- Рабочий класс и кризис антикоммунизма. — М., 1977;
- Рабочий класс в центре идейно-теоретического противоборства. — М.: Наука, 1979;
- Обострение общего кризиса капитализма и рабочий класс в Западной Европе. — М., 1981;
- Современный капитализм и рабочий класс. — М., 1981;
- Империализм и пролетариат. — М., 1985;
- Обострение противоречий капитализма и трудящиеся: проблемы положения и борьбы рабочего класса в условиях углубления общего кризиса капитализма. — М.: Международные отношения, 1986;
- Рабочий класс и современность. — М., 1987;
- Форум 2001: Проблемы выбора. — М., 2001;
- Цивилизационные противоречия и общественная мысль. — М., 2004;
- Глобализация и проблемы идентичности в многообразном мире. — М., 2005;
- Новое в междисциплинарных исследованиях и дебатах. — М., 2008.